# 朱東民
朱東民（韓語：주동민），韓國電視劇導演。

## 作品列表

### 電視劇
- 2008年：SBS《純潔的你》
- 2010年：SBS《你的天國》
- 2012年：SBS《拜託了，機長》
- 2013年：SBS《出生的秘密》
- 2015年：SBS《誕生吧！家族》
- 2016年：SBS《榮珠》
- 2018年：SBS《Return》
- 2018年：SBS《皇后的品格》
- 2020年：SBS 《Penthouse》
- 2021年：SBS 《Penthouse 2》
- 2021年：SBS 《Penthouse 3》
- 2022年：SBS《7人的逃脫》

### 電影
- 2022年：《It's Alright》

### 助理導演作品
- 2004年：SBS《陽光照射》
- 2004年：SBS《魔術》
- 2006年：SBS《淵蓋蘇文》

### 製作人作品
- 2012年：SBS《清潭洞愛麗絲》

## 外部連結
- NAVER （页面存档备份，存于）